# جیمز پاتریک ماهون
جیمز پاتریک ماهون (انگلیسی: James Patrick Mahon; ۱۷ مارس ۱۸۰۰ – ۱۵ ژوئن ۱۸۹۱) نظامی و سیاست‌مدار اهل پادشاهی متحد بریتانیای کبیر و ایرلند بود.